# Mute Records
La Mute Records è un'etichetta discografica britannica, fondata nel 1978 da Daniel Miller come etichetta indipendente. Nel 2002 viene acquistata dalla EMI, diventando sua sussidiaria, mentre nel 2012, dopo la vendita della EMI, farà parte per breve tempo di Universal Music Group, tuttavia nel dicembre dello stesso anno il suo catalogo viene acquisito da BMG Rights Management.

## Storia
La Mute Records è divenuta celebre come etichetta grazie alla firma con artisti post-punk come Fad Gadget (pseudonimo di Frank Tovey), Einstürzende Neubauten, Throbbing Gristle, Deutsch-Amerikanische Freundschaft (DAF) e Cabaret Voltaire. A partire dal 1981, con il successo della musica elettronica nelle classifiche britanniche, la Mute mette sotto contratto gruppi, come Wire, Depeche Mode, Nitzer Ebb, Yazoo e Erasure, che utilizzano la nuova tecnologia e che avrebbero rivoluzionato il sound della fine degli anni ottanta e dell'inizio dei novanta.
La Mute si concentra poi sull'alternative rock con gruppi come i Sonic Youth attraverso l'etichetta parallela Blast First. Nel 1992 la Mute lancia una sussidiaria, la Novamute Records, principalmente come canale di distribuzione per la musica elettronica sperimentale.
La Mute Records diventa famosa per essere considerata l'etichetta dei Depeche Mode e degli Erasure, ciò nonostante la mancanza di un vero contratto. Goldfrapp, Moby, Nick Cave e Laibach, parimenti, pubblicano album per la Mute.
Alcuni degli album successivi pubblicati dall'etichetta di Londra vengono nominati per il Mercury Prize: We Can Create dei Maps nel 2007, Coles Corner di Richard Hawley nel 2006, Felt Mountain dei Goldfrapp nel 2000 e Soul Murder di Barry Adamson nel 1992.
La Mute Records è la prima etichetta britannica ad avere una presenza su internet, attraverso la Mute Liberation Technologies. Quest'ultima inizia utilizzando il sistema BBS, poi diventando un sito Telnet e successivamente un sito web. I vari sistemi sono coesistiti per alcuni anni prima del loro definitivo spegnimento, con l'eccezione del sito internet.
Il 10 maggio 2002 la EMI acquisisce la Mute Records, estendendo la preesistente relazione di collaborazione esistente da oltre 15 anni tra la Mute e la Virgin Records, già di proprietà della EMI. Daniel Miller, presidente esecutivo, è responsabile di tutte le attività globali della compagnia.
Nel 2012 viene acquisita da Universal Music Group insieme a tutto l'impero EMI, tuttavia il catalogo viene a sua volta acquisito nel dicembre dello stesso anno da BMG Rights Management.